# Erich von Bibow
Erich Alfred Johannes von Bibow (* 24. Juni 1873 in Gnesen; † 5. April 1937 in Berlin-Wilmersdorf) war preußischer Major der Reserve, Unternehmer, Mitbegründer des paramilitärischen rechtsgerichteten Freikorps Lützow und Rechtsritter des Johanniterordens.

## Leben

### Herkunft
Erich von Bibow entstammte dem mecklenburgischen Uradelsgeschlecht von Bibow. Er war das fünfte Kind des preußischen Zollinspekteurs und Hauptmanns a. D. Julius von Bibow (1836–1903) und dessen Ehefrau Wilhelmine, geborene Geisler (1838–1920).

### Karriere
Phasen seiner Schulzeit verbrachte Bibow auf dem Königlichen Gymnasium in Erfurt, dem letzten Dienstort seines Vaters als Revisionsinspektor. Ab etwa 1900 war er in Berlin-Grunewald, später in Charlottenburg ansässig und als Ingenieur und Fabrikbesitzer tätig. In der Preußischen Armee schlug Bibow eine Laufbahn als Reserveoffizier ein und nahm am Ersten Weltkriegs im Berliner Garde-Füsilier-Regiment teil.
Nach Kriegsende gründete er mit Major Hans von Lützow das rechtsgerichtete paramilitärische Freikorps Lützow, ein Sammelbecken deutschnationaler ehemaliger Militärs. Der Verband hatte seinen ersten Einsatz bei den Berliner Märzkämpfen im Jahre 1919. Er wurde ein gutes Jahr später nach schweren Verlusten bei Auseinandersetzungen mit der Roten Ruhrarmee während des Ruhraufstandes 1920 aufgelöst und Bibow als monarchietreuer Reserveoffizier entlassen.

### Familie
Bibow verheiratete sich am 2. März 1905 in Berlin-Grunewald mit Helene Beckmann (* 1875), geschiedene Bömcke. Die Ehe blieb kinderlos.